# Csobánc

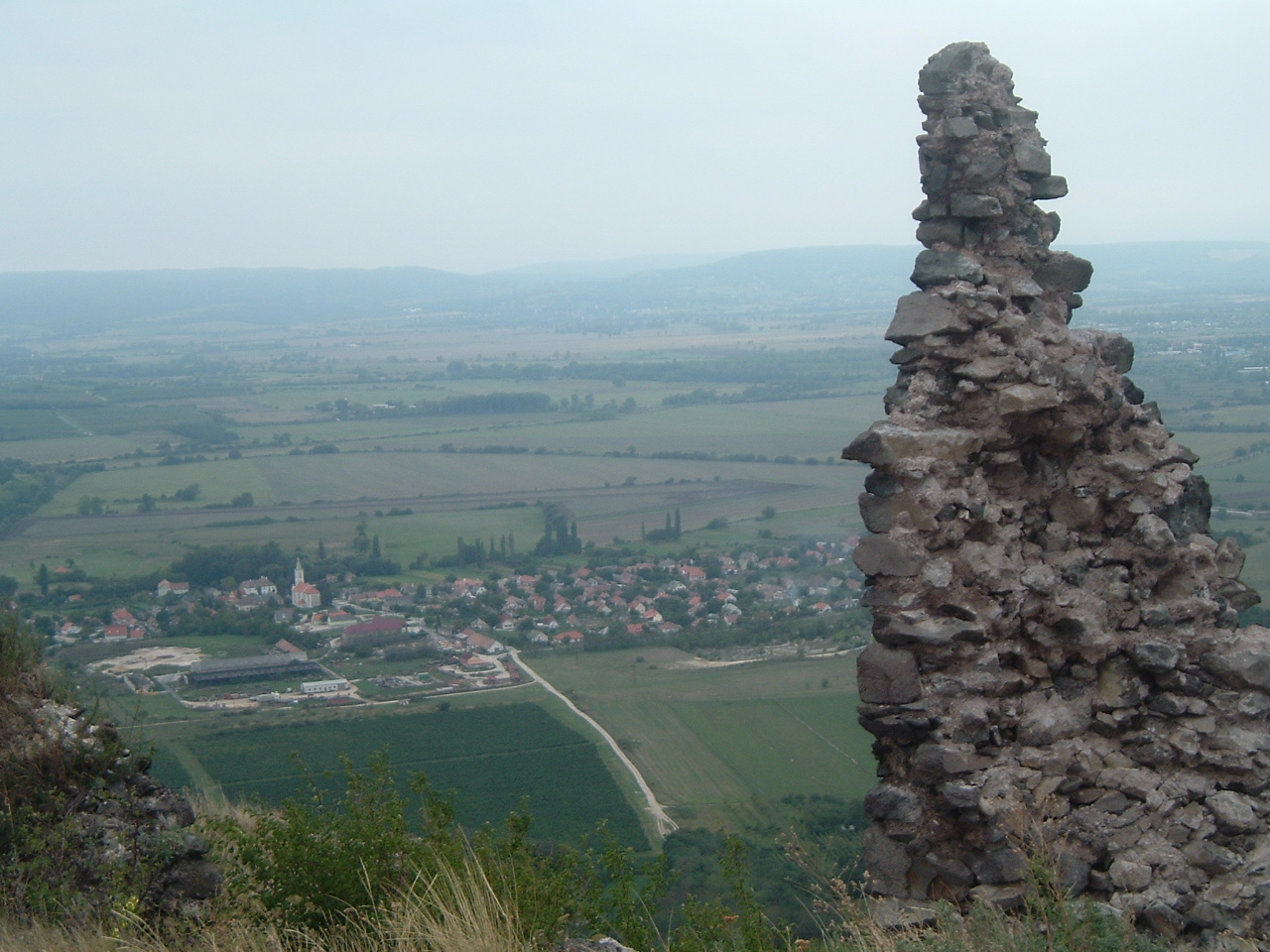
Blick vom Csobánc

Der Csobánc [ˈtʃobaːnts] ist ein 376 Meter hoher Berg in Ungarn, nördlich des Plattensees und östlich von Tapolca. Er gehört zu einer Bergkette vulkanischen Ursprungs im Naturpark Balaton-Oberland.

## Burg Csobánc

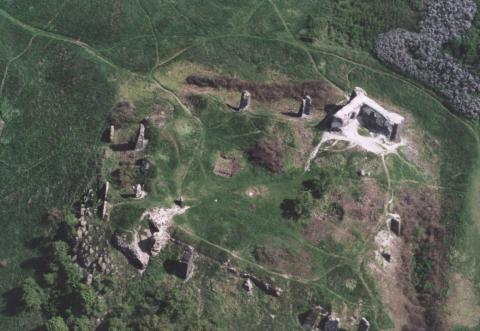
Luftbild der Burg Csobánc

Der Csobánc ist gekrönt von der Ruine der Burg Csobánc (zum ersten Mal 1272 urkundlich erwähnt), die im Jahre 1709 von österreichischen Truppen unter beträchtlichen Verwüstungen erobert wurde. Die aus der Eroberung resultierenden Schäden wurden nie behoben, wodurch die Burg im Laufe der Jahrhunderte verfiel. Die Überreste des großen Turms ragen auch heute noch etwa 8 m hoch heraus, von den übrigen Mauern sind nur noch Reste übrig geblieben.